# Lac Nistam Siyachistuwach Kaupwanaskwenuch
Lac Nistam Siyachistuwach Kaupwanaskwenuch är en sjö i Kanada.   Den ligger i regionen Nord-du-Québec och provinsen Québec, i den östra delen av landet, 700 km norr om huvudstaden Ottawa. Lac Nistam Siyachistuwach Kaupwanaskwenuch ligger 221 meter över havet. Arean är 0,78 kvadratkilometer. Den sträcker sig 0,9 kilometer i nord-sydlig riktning, och 1,3 kilometer i öst-västlig riktning.
Trakten runt Lac Nistam Siyachistuwach Kaupwanaskwenuch är nära nog obefolkad, med mindre än två invånare per kvadratkilometer.